# James Jebbia
James Jebbia (ur. 22 lipca 1963) – amerykański biznesmen i projektant mody. Założyciel sklepu deskorolkowego i firmy odzieżowej Supreme.

## Dzieciństwo
James Jebbia urodził się w Stanach Zjednoczonych, choć z pochodzenia jest Brytyjczykiem. Kiedy miał rok, jego rodzice przenieśli się do Crawley w hrabstwie West Sussex w Wielkiej Brytanii. Mając 19 lat wrócił do USA, gdzie zamieszkał w Nowym Jorku. Ojciec należał do Sił Powietrznych Stanów Zjednoczonych a matka była gospodynią, która później została nauczycielką. Jego rodzice rozwiedli się, kiedy miał zaledwie 10 lat.

## Kariera

Logo firmy Supreme, założonej przez Jebbia w 1994

W 1983, Jebbia przeprowadził się do Nowego Jorku, gdzie wynajął sobie apartament w Staten Island za cenę 500 dolarów. Zaczął pracę w minimalistycznym sklepie deskorolkowym i odzieżowym Parachute, znajdującym się w SoHo.
W 1989, Jebbia otworzył sklep Union NYC, ściągając do niego mieszankę angielskich firm odzieżowych. Od 1991 do 1994, współpracował z Shawnem Stussym, założycielem firmy Stüssy.
W 1994, Jebbia założył firmę odzieżową i sklep deskorolkowy Supreme. Pierwszy sklep otworzył na ulicy Lafayette Street w Manhattanie w Nowym Jorku. Firma posiada 12 sklepów na całym świecie: jeden w Los Angeles, Londynie, Paryżu i San Francisco; dwa w Nowym Jorku; sześć w Japonii. Jebbia kolaborował także z bardzo prestiżowymi artystami, jak Damien Hirst, Takashi Murakami i Richard Prince.
Oprócz odzieży, Jebbia wydał też kalendarz z logo swojej firmy, rowery typu Cruiser, a także książkę o Supreme, wydaną przez Rizzoliego w 2010.
W 2017, Supreme zawarło współpracę z Louis Vuitton, której efektem była kolekcja zaprezentowana na pokazie podczas Paris Fashion Week.

## Życie prywatne
Jebbia ożenił się z Biancą Jebbia i ma z nią dwójkę dzieci. Aktualnie mieszka w Dolnym Manhattanie w West Village w Nowym Jorku.